# Zheshan (köpinghuvudort i Kina, Henan Sheng, lat 33,04, long 112,35)
Zheshan är en köpinghuvudort i Kina. Den ligger i provinsen Henan, i den centrala delen av landet, omkring 230 kilometer sydväst om provinshuvudstaden Zhengzhou. Antalet invånare är 31 066. Befolkningen består av 14 824 kvinnor och 16 242 män. Barn under 15 år utgör 24,0 %, vuxna 15-64 år 67 %, och äldre över 65 år 7,0 %.
Runt Zheshan är det tätbefolkat, med 849 invånare per kvadratkilometer. Närmaste större samhälle är Nanyang, 17,7 km öster om Zheshan. Trakten runt Zheshan består till största delen av jordbruksmark.
Genomsnittlig årsnederbörd är 843 millimeter. Den regnigaste månaden är augusti, med i genomsnitt 143 mm nederbörd, och den torraste är januari, med 7 mm nederbörd.